# Demijivska (stanice metra v Kyjevě)
Demijivska (ukrajinsky Деміївська, Demijivska) je stanice kyjevského metra na Obolonsko-Teremkivska lince.

## Charakteristika
Stanice je trojlodní, úzké pilíře jsou obložené červeným mramorem. Na konci se nachází eskalátor a výtah vedoucí do vestibulu s pokladnou a dále na Holosijivskyj prospekt.